# ایوان سولیچنی
ایوان سولیچنی (اوکراینی: Іва́н Олексі́йович Світли́чний؛ ۲۰ سپتامبر ۱۹۲۹ – ۲۵ اکتبر ۱۹۹۲) نویسنده، شاعر، و مترجم اهل اتحاد جماهیر شوروی سوسیالیستی بود.